# Kurt Lüftner
Kurt Lüftner (* 8. November 1912 in Kaschau; † unbekannt) war ein deutscher Mediziner und Parlamentsabgeordneter der DDR-Blockpartei National-Demokratische Partei Deutschlands (NDPD).

## Leben
Lüftner war der Sohn eines Berufsoffiziers. Nach dem Besuch der Volksschule und der Oberschule studierte er an der Universität Jena Medizin und promovierte zum Dr. med. Nach Ausbruch des Zweiten Weltkrieges wurde er zur deutschen Wehrmacht einberufen und geriet gegen Kriegsende in sowjetische Gefangenschaft. Nach seiner Entlassung arbeitete er als Assistenzarzt und seit 1952 als Kreisarzt des Kreises Sondershausen im DDR-Bezirk Erfurt.

## Politik
Lüftner trat 1952 der nach dem Zweiten Weltkrieg der in der Sowjetischen Besatzungszone neugegründeten NDPD bei und wurde 1954 Vorsitzender des NDPD-Kreisverbandes Sondershausen. Ferner gehörte er auch dem Bezirksausschuss der NDPD in Erfurt an.
In den beiden Wahlperioden von 1950 bis 1954 und von 1954 bis 1958 war Lüftner Mitglied der NDPD-Fraktion in der Volkskammer der DDR.